# Hofgarten (Bonn)

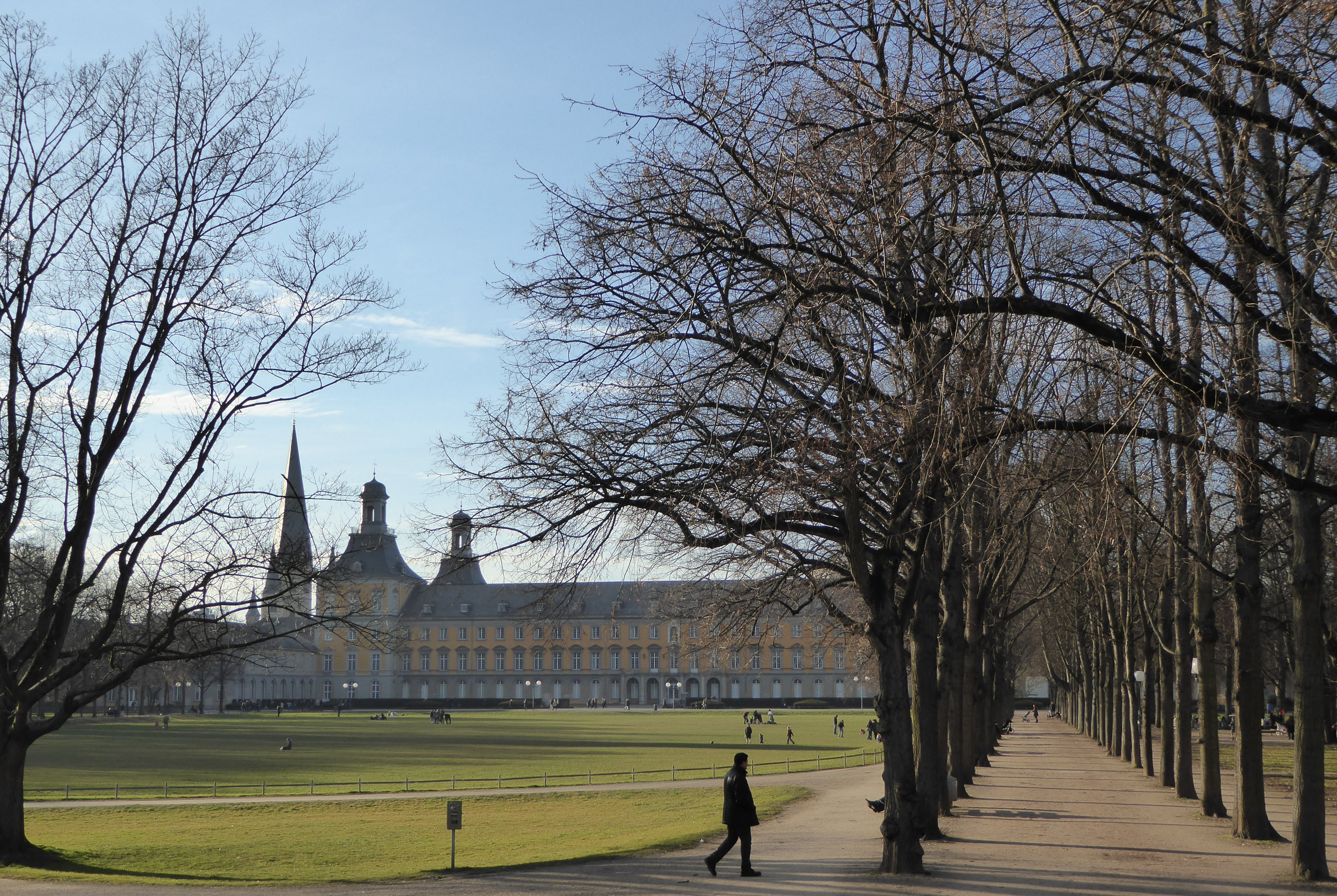
Hofgarten (2015) – im Hintergrund die Universität und das Münster

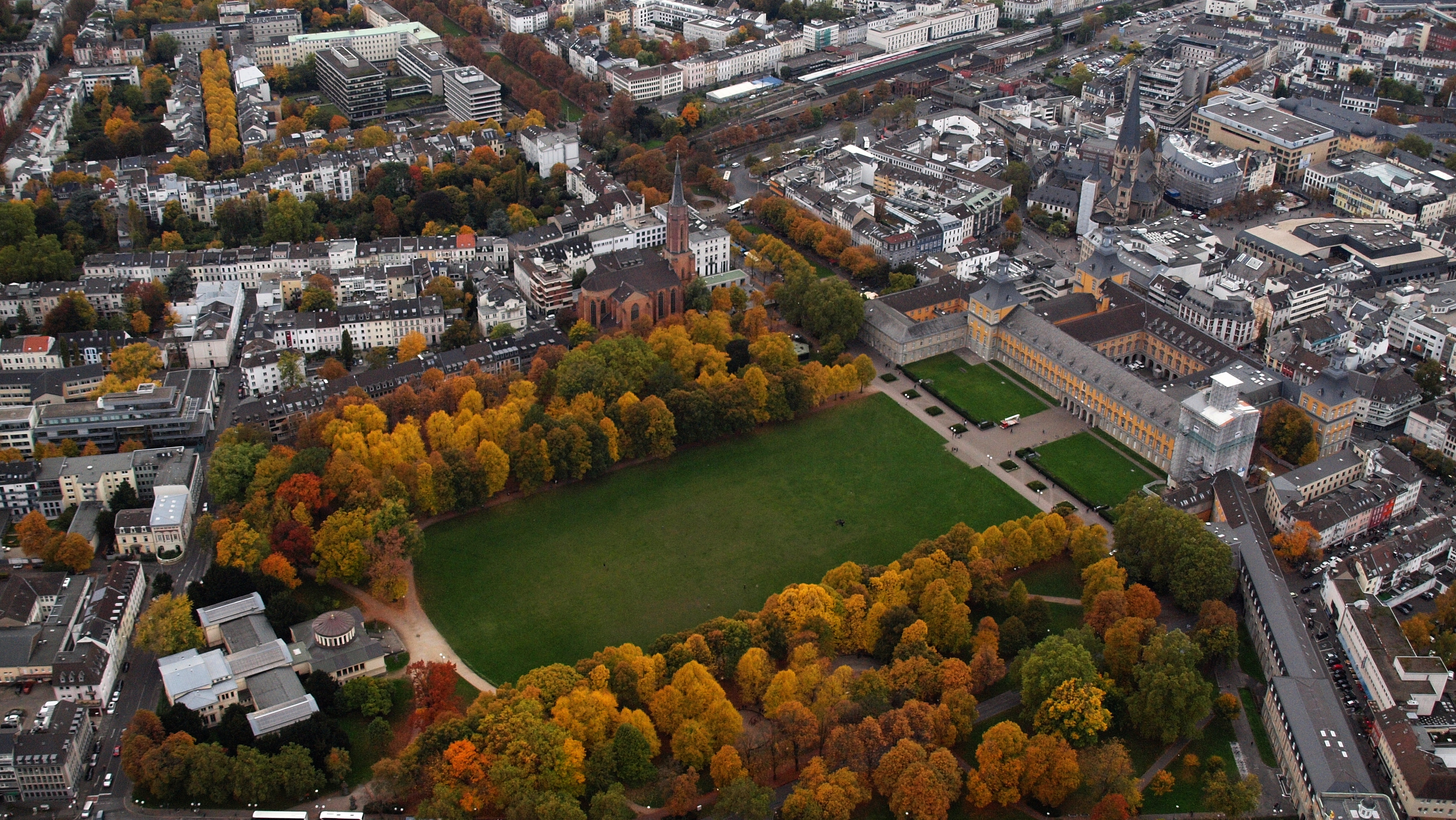
Hofgarten, Luftaufnahme (2015)

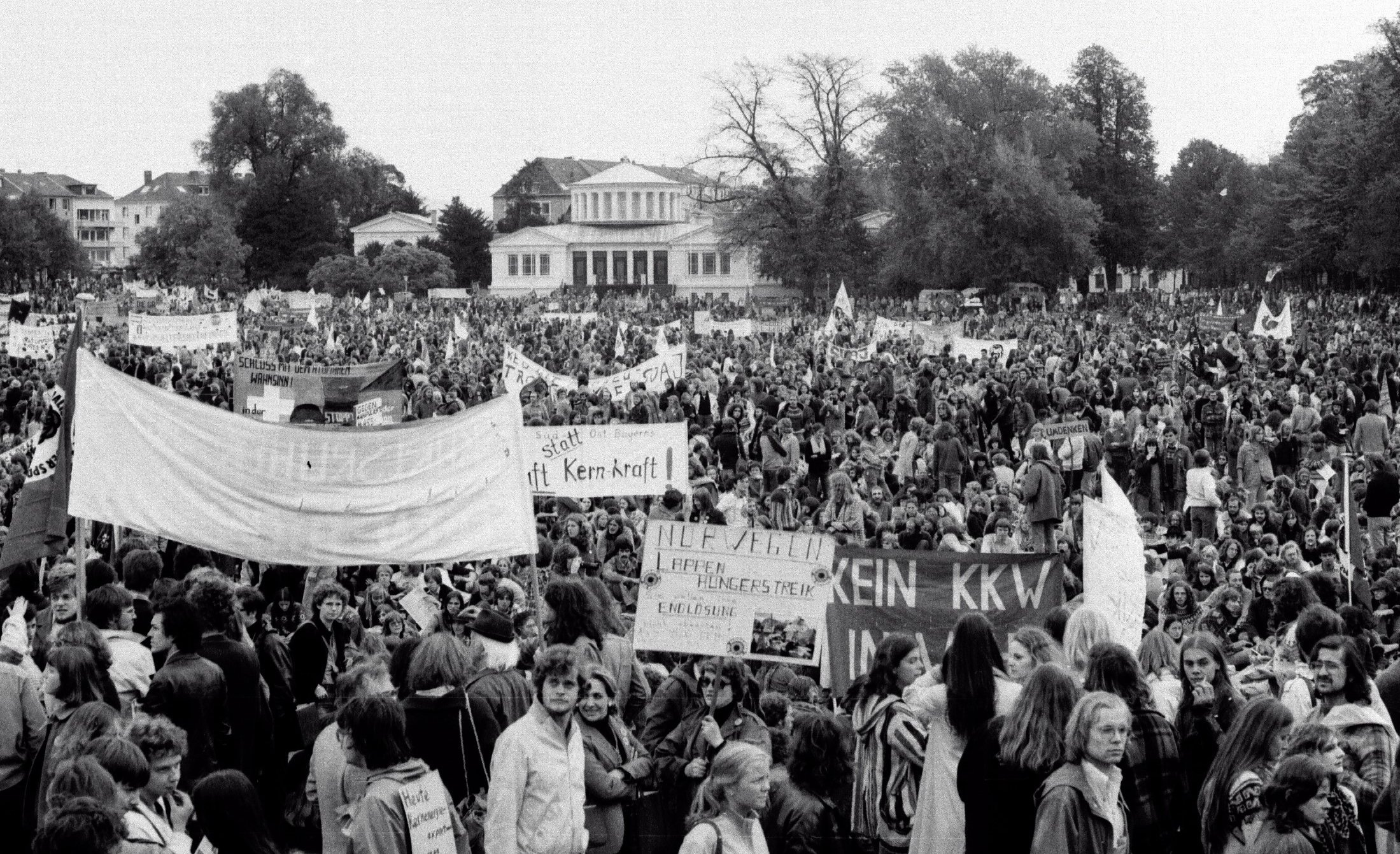
Anti-AKW-Demonstrationen im Hofgarten 1979

Der Hofgarten ist ein Park in Bonn. Er zählt teils zur Innenstadt, teils zur Südstadt und grenzt im Nordwesten an das Hauptgebäude der Bonner Universität, das Kurfürstliche Schloss. Im 18. Jahrhundert entstand der Park als Garten zur Residenz von Kurfürst Clemens August. Heutzutage ist der Bonner Hofgarten auf Grund seiner zentralen Lage insbesondere unter Studenten ein beliebtes Naherholungsgebiet.
Von Juni 1945 bis Mai 1947 bestand auf der Hofgartenwiese ein Durchschleusungslager für entlassene Kriegsgefangene, das 145.779 Personen passierten. Beim ersten deutschen „Tag des Baumes“ am 25. April 1952 pflanzte Bundespräsident Theodor Heuss zusammen mit dem Präsidenten der Schutzgemeinschaft Deutscher Wald, Bundesinnenminister Robert Lehr, im Hofgarten einen Ahorn. Am 16. Juni 1964 wurde durch Bundespräsident Heinrich Lübke im Hofgarten an der Freitreppe des Akademischen Kunstmuseums als Ehrenmal für die Opfer der Kriege und der Gewaltherrschaft eine vom Bildhauer Kurt Schwippert geschaffene schlichte Gedenktafel aus Bronze eingeweiht, an der bis zu ihrer Verlegung auf den Nordfriedhof im Sommer 1980 Kranzniederlegungen von Repräsentanten des bundesdeutschen Staates und von Staatsgästen stattfanden. Die öffentliche Tiefgarage der Universität unter dem Hofgarten (heute „Unigarage“) wurde nach knapp einjähriger Bauzeit am 1. November 1969 eröffnet.
In der Zeit Bonns als Regierungssitz der Bundesrepublik Deutschland fanden im Bonner Hofgarten zahlreiche Demonstrationen gegen die Politik der Bundesregierung statt. Hervorzuheben sind besonders die Demonstrationen gegen die Notstandsgesetze von 1968 und die der Friedensbewegung in den 1980er-Jahren. Bei den Veranstaltungen am 10. Oktober 1981 und dem 22. Oktober 1983 versammelten sich Hunderttausende im Hofgarten für Frieden und Abrüstung und demonstrierten gegen den NATO-Doppelbeschluss. Ab Dezember 1984 sperrte die Universität den Hofgarten zunächst für alle Großveranstaltungen. Er ist aufgrund der vorgenannten Nutzung eine Station des Geschichtsrundwegs Weg der Demokratie und steht gemeinsam mit dem Kurfürstlichen Schloss als Baudenkmal unter Denkmalschutz.
Der Bonner Hofgarten wird inzwischen auch für studentische Kundgebungen, universitäre Veranstaltungen (wie z. B. die Absolventenfeier) und gelegentlich für Großveranstaltungen (Eröffnungsfeier des XX. Weltjugendtages) genutzt.